# Phylloxeroxenus phylloxerae
Phylloxeroxenus phylloxerae är en stekelart som först beskrevs av William Harris Ashmead 1881.  Phylloxeroxenus phylloxerae ingår i släktet Phylloxeroxenus och familjen kragglanssteklar. Inga underarter finns listade i Catalogue of Life.